# Augusto de Oliveira Machado
Augusto de Oliveira Machado (Lisboa, 27 de desembre de 1845 - 26 de març de 1924) fou un compositor portuguès.
Fou deixeble de Montero d'Almeida, el qual li ensenyà harmonia i contrapunt, i més tard passà a perfeccionar-se al Conservatori de París. Les seves primeres produccions foren dues romances que s'executaren en el Teatro Nacional de São Carlos. Posteriorment fou nomenat professor del conservatori de Lisboa. Entre les seves composicions hi figuren: 
- Teffiretta (1869), ball espectacle;

Les operetes:
- Sol de Navarra (1870);
- A cruz de oiro (1873);
- O degelo (1875);
- Os fructo de oiro (1876);
- A guitarra (1878);
- A María da Fonte (1879);
- Camöes e os Lusiadas (1880) oda simfònica;
- Laureana, òpera estrenada el 1883 a Marsella,

I en el Teatre São Carlos de Lisboa li foren estrenades les titulades:
- Os dorias (1887);
- Maria Wetter (1898).

Entre les seves altres composicions teatrals s'ha de mencionar les operetes:
- Piccolino, Leitora da infanta, Fithos do capitäo-mor, i O tiçäo negro, l'última de les quals s'estrenà el 1901 en el Teatre de l'Avenida de Lisboa. El 1909 es representà en el teatre ja citat de São Carlos la seva comèdia lírica La Borghesina, i l'any següent, la seva òpera O Espadachim do outeiro en el teatre lisboeta de la Trinitat.